# California Suite
California Suite es una película estadounidense de 1978 con guion de Neil Simon basado en su obra de teatro, homónima, de 1976.
La película fue dirigida por Herbert Ross, y contó con la actuación de Maggie Smith, Michael Caine, Jane Fonda, Alan Alda y Walter Matthau.

## Argumento
La película trata de las aventuras y las desventuras de un grupo de visitantes en un lujoso hotel de Los Ángeles.
Entre ellos, se encuentran la actriz británica Diana Barrie (Maggie Smith) y su marido, el homosexual Sidnet Cochran (Michael Caine), que acuden a la ciudad por la candidatura de Diana al Óscar a la mejor actriz; Hannah Warren (Jane Fonda) y el que fue su marido Billy Warren (Alan Alda), que se encuentran en el hotel para hablar de la situación de su hija; los doctores Chauncey Gump (Richard Pryor) y Willis Panama (Bill Cosby), que acuden con sus esposas a relajarse; y Marvin y Millie Michaels (Walter Matthau y Elaine May), que acuden a un bar que observa la mitzvá, y él termina con una prostituta.

## Comentarios
Rodada en 1978 y con unos temas tratados que cuenta con diversos sketchs en los que los actores no se relacionan con otras personas salvo sus parejas.

## Premios

### Premios Óscar
| Año  | Categoría                 | Candidato/a    | Resultado |
| ---- | ------------------------- | -------------- | --------- |
| 1978 | Mejor actriz de reparto   | Maggie Smith   | Ganadora  |
| 1978 | Mejor dirección artística | Albert Brenner | Candidato |
| 1978 | Mejor guion adaptado      | Neil Simon     | Candidato |

### Globos de Oro
| Año  | Categoría                            | Candidato/a  | Resultado |
| ---- | ------------------------------------ | ------------ | --------- |
| 1978 | Mejor actriz de comedia o de musical | Maggie Smith | Ganadora  |

### Premios BAFTA
| Año  | Categoría    | Candidato/a  | Resultado |
| ---- | ------------ | ------------ | --------- |
| 1978 | Mejor actriz | Maggie Smith | Candidata |

### PremiosLAFCA
En la edición de 1978, Jane Fonda ganó el premio a la mejor actriz por su trabajo en esta película, en Llega un jinete libre y salvaje y en Coming Home.